# Josip Halla
Josip Halla (Osijek, 28. ožujka 1879. − Zagreb, 9. svibnja 1960.), hrvatski filmski snimatelj i direktor fotografije.
Bio je snimatelj odnosno direktor fotografije u filmovima:
- Matija Gubec (1919.)
- Kovač raspela (1919.)
- Brišem i sudim (1919.)
- Dama sa crnom krinkom (1919.)
- Dvije sirotice (1919.)
- Vragoljanka (1919.)
- Strast za pustolovinom (1922.)